# Siemens (podjetje)
Siemens AG je nemški industrijski konglomerat in največje inženirsko podjetje v Evropi.
Je eden od vodilnih svetovnih proizvajalcev produktov in rešitev za industrijo, energetiko in zdravstvo. Podjetje z mednarodnimi sedeži v Berlinu, Münchnu in Erlangenu je prisotno v skoraj 190 državah na vseh kontinentih in ima več kot 400.000 zaposlenih. Po uradnih podatkih je imelo leta 2009 76,7 milijarde evrov prometa.